# 南部町立万沢中学校
南部町立万沢中学校（なんぶちょうりつ まんざわちゅうがっこう）は、山梨県南巨摩郡南部町万沢にかつて存在した公立中学校。2011年3月に周辺校との統合により閉校した。

## 概要
万沢中学校は当初、万沢村立の中学校として戦後間もない1947年4月に開校した。開校当初は城台地区ではなく越渡地区に位置していた。1955年2月に万沢村が富河村と合併し富沢町となったため富沢町立へ移行、その後2003年に富沢町は南部町と合併し、南部町立万沢中学校へと名称が変わっている。生徒数は減少していたが廃校の是非は｢現状維持｣とされた。しかし生徒数減少に歯止めがかからず、2011年3月、64年の歴史を残して富河中学校、南部中学校（旧校）と共に新設開校の南部中学校に統合され閉校した。
佐野猪太郎翁が中心となり明治時代に植林した公有林の白鳥山が万沢中学校の校舎建設や運営等に貢献した。この中学校は地元住民の尽力の末に成り立っている（このことは万沢中学校閉校記念碑にも記述がある他、その近くに建てられた『植林記念碑』にも記されている）。

## 歴史
- 1947年（昭和22年）4月1日 - 万沢村立万沢中学校創立。
- 1949年（昭和24年）
  - 1月3日 - 越渡校舎起工式。
  - 4月29日 - 越渡校舎起工式、校歌制定。
- 1954年（昭和29年）
  - 3月3日 - 現在地校舎起工式。
  - 8月31日 - 現在地校舎竣工式。
  - 9月30日 - 創立記念日と定める。
- 1955年（昭和30年）2月11日 - 合併により富沢町立万沢中学校へ移行。
- 1957年（昭和32年）9月30日 - 校旗制定。
- 1977年（昭和52年）3月31日 - 体育館竣工式。
- 1985年（昭和60年）
  - 3月20日 - 30周年沿革誌発行。
  - 9月4日 - 新校舎起工式。
- 1986年（昭和61年）
  - 3月2日 - 新校舎へ移転。
  - 6月16日 - 新校舎竣工式。
  - 10月 - かいじ国体に協力。
- 2003年（平成15年）3月1日 - 合併により南部町立万沢中学校へ移行。
- 2004年（平成16年）12月5日 - 体育館大規模改修工事竣工。
- 2010年（平成22年）1月22日 - 万沢、富河、南部の3中学校を閉校し新中学校を議決。
- 2011年（平成23年）
  - 3月19日 - 万沢中学校閉校記念式典。
  - 3月31日 - 万沢中学校閉校。

## 閉校後
閉校後は暫く施設は維持されたが2013年頃より校舎の解体が始まり、跡地は南部町営の賃貸集合アパート「グリーンハイツ富士見」となっている。一方、プールや体育館などは維持され、民間への貸し出しが行われている。
統合校新設後の万沢中学校在校生や万沢地区在住の中学生は、睦合地区にある南部中学校へスクールバスで通学している。

## 生徒数
南部、富沢合併後の児童生徒の推移（教育委員会資料）
| 年               | 生徒数 |
| ---------------- | ------ |
| 2003（平成15）年 | 42     |
| 2004（平成16）年 | 47     |
| 2005（平成17）年 | 49     |
| 2006（平成18）年 | 45     |
| 2007（平成19）年 | 43     |
| 2008（平成20）年 | 40     |
| 2009（平成21）年 | 37     |
| 2010（平成22）年 | 32     |
| 2011（平成23）年 | 統合   |

- インターネットで確認出来る資料では平成22年5月時点の生徒数は32名(男子生徒16名、女子生徒16名)とある。

## アクセス
- JR身延線十島駅より徒歩20分、自動車30分
- 南部町営バス｢御屋敷｣バス停より徒歩3分

## 周辺
- 南部町立万沢小学校
- 顕本寺